# ماود ولز
ماود ولز (به انگلیسی: Maud of Wales) (۲۶ نوامبر ۱۸۶۹–۲۰ نوامبر ۱۹۳۸) ملکه نروژ و همسر هاکون هفتم نروژ بود. ماود که کوچک‌ترین دختر ادوارد هفتم و الکساندرای دانمارک بود، اولین ملکه نروژ در بیشتر از پانصد سال بود که همزمان ملکه دانمارک یا سوئد نبود.
ماود در ۲۶ نوامبر ۱۸۶۹ در لندن به دنیا آمد. در زمان تولد او مادربزرگش ملکه ویکتوریا حاکم بریتانیا بود و پدرش شاهزاده ولز. مادر ماود، دختر بزرگ کریستیان نهم دانمارک بود. ماود در ۲۲ ژوئیه ۱۸۹۶ در کاخ باکینگهام با پسردایی‌اش شاهزاده کارل دانمارک ازدواج کرد. کارل پسر دوم ولیعهد دانمارک بود. پدر عروس برای اقامت دوره‌ای این زوج در بریتانیا، خانه‌ای در اراضی کاخ ساندرینگهام در اختیار آنان گذاشت. شاهزاده الکساندر، تنها فرزند ماود و کارل در ۲ ژوئیه ۱۹۰۲ در همین خانه متولد شد.
شاهزاده کارل افسر نیروی دریایی دانمارک بود و خانواده آن‌ها تا سال ۱۹۰۵ غالباً در دانمارک ساکن بود. در ژوئن سال ۱۹۰۵، استورتینگه به انحلال اتحاد سوئد و نروژ رای داد سلطنت نروژ را به کارل پیشنهاد داد. احتمالاً عضویت ماود در خانواده سلطنتی بریتانیا یکی از دلایل این انتخاب بوده. با تایید این انتخاب در یک رفراندوم در نوامبر همان سال، کارل سلطنت نروژ را قبول کرد و با نام هاکون هفتم به تخت نشست و نام فرزند خود را نیز به اولاف تغییر داد. مراسم تاجگذاری ماود و هاکون در ۲۲ ژوئن ۱۹۰۶ در کلیسای جامع نیداروس تروندهایم برگزار شد.
ماود در حین سفری به بریتانیا در ۲۰ نوامبر ۱۹۳۸ به دلیل نارسایی قلبی در بیمارستانی در لندن درگذشت. جسد او توسط یک کشتی نیروی دریایی پادشاهی بریتانیا به نروژ بازگردانده شد و در مقبره سلطنتی قلعه آکرشوس در اسلو دفن گردید.